# Dennis Berkholtz
Dennis Berkholtz, ameriški rokometaš, * 19. januar 1945, Appleton, Wisconsin.
Leta 1972 je na poletnih olimpijskih igrah v Münchnu v sestavi ameriške rokometne reprezentance osvojil 14. mesto.